# سيكليتول

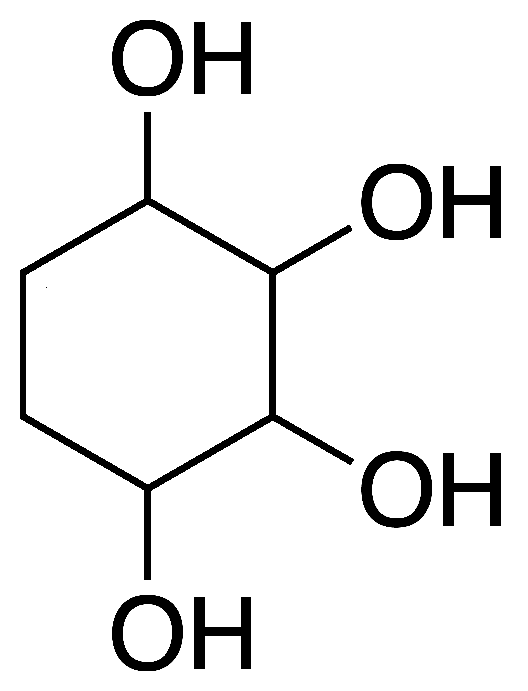

السيكليتولات (بالإنجليزية: Cyclitols)‏ هيَ ألكانات حلقية تحتوي على مجموعة هيدروكسيل على كل ثلاث أو أكثر من ذرات الحلقة، وهو بوليول حلقي. السيكليتولات هي واحدة من المذابات المتوائمة والتي تتكون في النبات كاستجابة للضغط المائي أو الملحي. بعض السيكليتولات (مثل حمض الكينيك وحمض الشيكيميك) هي جزء من حمض التانيك القابل للتحلل.

## سيكليتولات تتكون طبيعيًا
- بورنيزيتول
- كوندوريتول
- إينوزيتول
- أونونيتول
- بينيتول
- بنبوليتول
- كويبراكيتول
- حمض الكينيك
- حمض الشيكيميك
- فالينول
- فسكيوميتول

### غلوكوزيدات
- سيسيريتول

### فوسفات
- حمض الفيتيك